# Jacques Demy
Jacques Demy (Pontchâteau, cerca de Nantes, en Loire-Atlantique, 5 de junio de 1931-París, 27 de octubre de 1990) fue un cineasta francés, uno de los más destacados representantes de la Nouvelle vague. Dentro de este movimiento, su obra es bastante inusual, ya que no se interesó demasiado por la experimentación formal, como Alain Resnais, ni por la agitación política, como Jean-Luc Godard. Entre sus obras hay musicales (género en el que alcanzó éxito internacional, sobre todo con la película Los paraguas de Cherburgo), cuentos de hadas y homenajes a la edad dorada de Hollywood. Su mundo tiene ciertas similitudes con el de otro gran cineasta de la Nouvelle Vague, François Truffaut.

## Biografía
Tras haber trabajado con el animador Paul Grimault y el cineasta Georges Rouquier, Demy dirigió su primer largometraje, Lola, en 1961, con Anouk Aimée en el papel de la cabaretera que da nombre a la película. En ella están ya presentes los rasgos que definirán su peculiar sello personal: la importancia de la música (gracias a su colaboración con Michel Legrand); la apropiación de la imaginería hollywoodense; la importancia del destino en la trama; y la ambientación en la costa atlántica francesa, en que el cineasta pasó su juventud (la acción de Lola se desarrolla en Nantes).
Su segunda película, La bahía de los ángeles (1962), protagonizada por Jeanne Moreau, retoma el tema del destino, con su historia de amor y mesas de ruleta. 
El tercer filme que dirigió, Los paraguas de Cherburgo (Les Parapluies de Cherbourg, 1964), fue un gran éxito internacional, y obtuvo, entre otros galardones, la Palma de Oro en el Festival de Cannes. Como otros compañeros de generación (Godard, por ejemplo, que en Alphaville mezcló el cine negro y la ciencia ficción), Demy subvierte en esta película la rígida compartimentación en géneros, produciendo un drama musical en el que todos los diálogos son cantados (lo cual es también extremadamente inusual en el género). La película muestra también el característico estilo visual del cineasta: mientras que Lola tenía una fotografía en blanco y negro más acorde con los postulados de la Nouvelle Vague, a cargo del habitual director de fotografía de Godard, Raoul Coutar, Los paraguas de Cherburgo está rodada en un saturado supercolor, que destaca el impacto visual de cada detalle (las corbatas, el papel de pared o incluso el cabello rubio de Catherine Deneuve). En la película reaparece el joven de Lola, que se casa con Deneuve. Estas reapariciones de personajes son también muy características de la cinematografía de Demy. 
Aunque no pudo recuperar del todo la brillantez de sus tres primeras películas, su cine posterior se caracteriza por una búsqueda constante. Las señoritas de Rochefort (Les Demoiselles de Rochefort, 1967), un nuevo musical protagonizado por Catherine Deneuve, junto con su hermana Françoise Dorléac, contiene algunas de las mejores canciones francesas de la época, y cuenta en su reparto con la gran estrella de musicales de Hollywood Gene Kelly. El personaje de Lola vuelve a aparecer en la experimental Estudio de modelos (Model Shop, 1969), la primera película que rodó en Estados Unidos. Piel de asno (Peau d'Âne, 1970) es una versión literal, aunque visualmente extravagante, del cuento de hadas homónimo de Charles Perrault, de nuevo protagonizada por Deneuve.
Demy retoma el universo feérico de Piel de asno en otras dos películas, El flautista (Le joueur de flûte), basado en el cuento del flautista de Hamelín de los hermanos Grimm, y Calle P (Parking), una actualización de la versión de Orfeo de Cocteau ambientada en el mundo del rock de la década de 1980. En general, sus películas posteriores fueron peor recibidas por la crítica, aunque han surgido voces reivindicándolas. En 1982 realizó otro musical completamente cantado, Una habitación en la ciudad (Une chambre en ville). 
Demy es probablemente el único realizador no estadounidense que ha obtenido un gran éxito internacional en el género del musical, con Los paraguas de Cherburgo y Las señoritas de Rochefort. En la actualidad hay un fenómeno de recuperación de su obra. En 1998 se estrenó con gran éxito una versión restaurada de Los paraguas de Cherburgo. 
Demy estuvo casado con la directora Agnès Varda, cuya película Jacquot de Nantes (1991) es un relato de la infancia de Demy, y su duradero amor por el teatro y el cine. Varda le rindió homenaje también en Les Demoiselles ont eu 25 ans (1993) y L'Univers de Jacques Demy (1995). Hijo de ambos es el actor Mathieu Demy nacido en 1972.
Jacques Demy falleció en 1990 como consecuencia del sida, según reveló en 2008 su viuda Agnès Varda, en un documental sobre el director, titulado Les plages d'Agnès. Fue sepultado en el Cementerio de Montparnasse. Demy era gay, y su esposa no tuvo problema, después de su muerte, de hablar cómo ser gay influenció el cine que realizó su esposo.

## Filmografía
- Lola (1961)
- La Luxure, episodio de Les Sept Péchés Capitaux (1961)
- La bahía de los ángeles (La Baie des Anges, 1962)
- Los paraguas de Cherburgo (Les Parapluies de Cherbourg, 1964)
- Las señoritas de Rochefort (Les Demoiselles de Rochefort (1967)
- Estudio de modelos (Model Shop, 1969)
- Piel de asno (Peau d'Âne, 1970)
- El flautista (Le joueur de flûte, 1972)
- No te puedes fiar ni de la cigüeña (L'événement le plus important depuis que l'homme a marché sur la lune, 1973)
- Lady Óscar (1979)
- La Naissance du Jour (para televisión, 1979)
- Una habitación en la ciudad (Une chambre en ville, 1982)
- Calle P (Parking, 1982)
- Trois places pour le 26 (1988)
- La table tournante (1988)

## Premios y distinciones
Premios Óscar
| Año  | Categoría                                  | Película                   | Resultado |
| ---- | ------------------------------------------ | -------------------------- | --------- |
| 1965 | Mejor película de habla no inglesa         | Los paraguas de Cherburgo  | Nominado  |
| 1966 | Mejor argumento y guion original           | Los paraguas de Cherburgo  | Nominado  |
| 1966 | Mejor canción original                     | Los paraguas de Cherburgo  | Nominado  |
| 1969 | Mejor banda sonora de una película musical | Las señoritas de Rochefort | Nominado  |

Festival Internacional de Cine de Cannes
| Año  | Categoría    | Película                  | Resultado |
| ---- | ------------ | ------------------------- | --------- |
| 1964 | Palma de Oro | Los paraguas de Cherburgo | Ganador   |

Festival Internacional de Cine de Berlín
| Año  | Categoría                                            | Película                    | Resultado |
| ---- | ---------------------------------------------------- | --------------------------- | --------- |
| 1956 | Mención honorable (Corto documental o film cultural) | Le Sabotier du Val de Loire | Ganador   |

### Libros
- David Thomson (1975). Biographical Dictionary of Film (3rd ed.). London: Andre Deutsch. ISBN 0-233-98953-6

### Revistas
- Rafferty, Terrence (Apr. 16, 1996). The Past Recaptured. The New Yorker.